# Malagnino
Malagnino é uma comuna italiana da região da Lombardia, província de Cremona, com cerca de 1.145 habitantes. Estende-se por uma área de 10 km², tendo uma densidade populacional de 115 hab/km². Faz fronteira com Bonemerse, Cremona, Gadesco-Pieve Delmona, Pieve d'Olmi, Sospiro, Vescovato.

## Demografia
| Variação demográfica do município entre 1861 e 2011                               |
|                                                                                   |
| Fonte: Istituto Nazionale di Statistica (ISTAT) - Elaboração gráfica da Wikipedia |